# Eutomero
In chimica si definisce eutomero l'enantiomero di un composto chirale (vale a dire una molecola non sovrapponibile alla propria immagine speculare nelle tre dimensioni) che mostra, entro i limiti di una certa caratteristica o proprietà (biologica, farmacologica o altro), un'attività più accentuata rispetto all'altro enantiomero che viene invece definito distomero.
Gli enantiomeri di un farmaco racemico in genere mostrano differenze farmacodinamiche e farmacocinetiche a seguito di un'interazione stereoselettiva tra il farmaco stesso e le macromolecole biologiche. Questo aspetto viene oggi valutato con grande attenzione dai farmacologi, dato che non sempre una miscela isomerica presenta un'attività favorevole: uno degli enantiomeri potrebbe infatti causare effetti avversi o indesiderati. Il trasporto attivo attraverso le membrane, la distribuzione nei tessuti biologici, il metabolismo, il legame con i recettori e la stessa attività o tossicità sono spesso variabili nel caso di molecole enantiomeriche.
Molti farmaci di sintesi sono una miscela di due enantiomeri i quali possono entrambi avere la stessa attività farmacologica e potenza, oppure presentare fra loro attività e potenza diverse. Vi sono casi in cui un enantiomero possiede l'effetto farmacologico desiderato mentre l'altro risulta inattivo. Se una molecola enantiomerica produce un determinato effetto biologico il passo successivo è determinare quale dei due enantiomeri agisce in modo più efficace e funzionale con un recettore per esplicare la maggiore attività. Questo permette la ricerca e la sintesi di farmaci potenti e selettivi.
All'interno di una miscela racemica l'eutomero è l'isomero più attivo, nel senso dell'azione desiderata e ricercata. Il distomero è invece l'enantiomero meno attivo. Il rapporto eudismico è il rapporto di potenza tra l'eutomero e il distomero. Un alto valore del rapporto eudismico sta a significare un'interazione altamente specifica.
Al giorno d'oggi l'industria farmaceutica, in parte in risposta alle crescenti richieste sollevate dalle autorità di regolamentazione, tende a sviluppare nuovi farmaci chirali de novo o da miscele racemiche già in commercio (fenomeno del chiral switching).
Il chiral switching può risultare estremamente vantaggioso nel caso in cui si riesca a ottenere una maggiore efficacia e una più bassa incidenza di effetti avversi o francamente tossici. D'altro canto la decisione di sviluppare un farmaco come singolo enantiomero può essere presa solo dopo un'attenta valutazione del rapporto costi-benefici. I vantaggi dell'eutomero in termini di efficacia e tollerabilità devono infatti essere tali da superare il conseguente aumento dei costi di produzione e sviluppo rispetto al farmaco racemico.

## Esempi
- Citalopram: questo antidepressivo fu inizialmente commercializzato sotto forma di miscela racema; successivamente divenne disponibile l'enantiomero puro (S)-(+) chiamato escitalopram.
- Pemedolac: l'enantiomero attivo di questo analgesico non narcotico è definito PEM-420.[5]
- Talidomide: un farmaco i cui due enantiomeri causano effetti farmacologici nettamente diversi tra loro.[6]
- Cetirizina: un antistaminico di cui a distanza di qualche anno è divenuto disponibile l'eutomero commercializzato con il nome di levocetirizina.[7][8]
- Chetamina: un analgesico e anestetico il cui enantiomero (S)-chetamina sembra trovare impiego in emergenza e medicina dei disastri.[9]